# 趙泰億
趙 泰億（チョ・テオク、1675年 - 1728年旧暦10月2日（11月3日））は李氏朝鮮の文臣。字は大年、号は謙齋、胎祿堂、諡号は文忠公。本貫は楊州。

## 人物
1702年に科挙に及第し、1711年に朝鮮通信使の正使として来日し、朝鮮国王の国書での江戸幕府将軍の称号を「日本国王」と改め、応接儀礼の簡素化を意図する新井白石の要求を容れたとして、帰国後、官爵削奪の処罰を受けたが復帰した。兵曹判書や副提学、大提学などを務めたあと、1724年に右議政、1727年に左議政に進んだ。
通信使として来日した際に狩野常信が描いた肖像画が、韓国国立中央博物館に収蔵されている。朋党政治においては少論派に属した。